# Cheiruridae
Cheiruridae (лат.) — семейство трилобитов подотряда Cheirurina отряда факопид (Phacopida). Как и у прочих трилобитов подотряда, у Cheiruridae характерный пигидий с похожими на пальцы шипами. Эти трилобиты появились в позднем кембрии (поздняя фуронгская эпоха) и просуществовали до конца среднего девона (живетский век). Известно около 657 видов, включённых в 99 родов.

## Распространение
Подсемейство Cheirurinae с 269 видами и 38 родами присутствует с флоского по живетский ярусы и, вероятно, монофилетично. Подсемейство Acanthoparyphinae (109 видов, 15 родов из флоского-лудфордского ярусов), скорее всего, тоже монофилетично. Подсемейство Cyrtometopinae из флоского-верхнего катийского ярусов включает 22 вида из 5 родов, чья монофилия под вопросом. Подсемейство Deiphoninae, вероятно, монофилетично, присутствует с дапинского по горстийский ярусы и включает 71 вид из 6 родов. Подсемейство Eccoptochilinae, вероятно, парафилетично, включает 67 видов из 13 родов и присутствует с флоского по верхний катийский ярусы. Подсемейство Heliomerinae — небольшая монофилетическая группа с 13 видами в 2 родах. Pilekiinae — древнейшее подсемейство и по этой причине, скорее всего, парафилетическое, появляется в верхах фуронгского отдела и исчезает в дарривилском ярусе. Включает 56 известных видов из 19 родов. Монотипическое подсемейство Sphaerexochinae включает около 50 видов, существовавших с флоского века по пржидольскую эпоху.